# James Cowan (scrittore australiano)
James Cowan (Melbourne, 9 aprile 1942 – Bangalow, 6 ottobre 2018) è stato uno scrittore australiano, autore di numerosi libri acclamati a livello internazionale, tra cui A Troubadour's Testament and Letters from A Wild State. Nel 1998 gli è stata conferita la prestigiosa medaglia d'oro della Australian Literature Society per il suo romanzo A Mapmaker's Dream..

## Biografia
Nato a Melbourne, in Australia, Cowan ha completato i suoi studi a Sydney.  I suoi primi lavori pubblicati furono Nine Poems (Mauritius, 1964) e A Rambling Man (Sydney, 1966).  Negli anni '60 ha viaggiato e lavorato a Mauritius, Vancouver, New York, Parigi e Londra.  Per alcuni anni ha vissuto a Marrakech e in Libia, studiando i popoli berberi e tuareg.  Ritornato in Australia nel 1973, decise di visitare la sua terra come se fosse un paese straniero.  Ha fatto viaggi in tutto il continente, a volte a cavallo, esplorando la prima cultura europea e la sua impronta sul territorio.  Ciò portò a una serie di libri, The Mountain Men, The River People e Starlight's Trail.
Negli anni '90, James visse per due anni a Balgo Hills, un remoto insediamento aborigeno nel deserto di Tanami.  Da lì si è trasferito a Cortona in Italia, dove ha vissuto per tre anni. Quindi è stato a Buenos Aires, in Argentina.
Il suo lavoro è stato tradotto in diciassette lingue. Ha conseguito un dottorato di ricerca presso l'Università del Queensland per il suo lavoro su Vespasiano Gonzaga e la sua città ideale in Italia.
È morto a Bangalow , nel Nuovo Galles del Sud, il 6 ottobre 2018 all'età di 76 anni.

## Opere

### Romanzi e romanzi brevi
- A Voyage Around My Pipe (2011)
- The Deposition (2008)
- A Troubadour's Testament (1998)
- A Mapmaker's Dream (1996)
- The Painted Shore (1988)
- Toby's Angel (1975)
- A Rambling Man (1966)
- "Palace of Memory" (2018)

### Poesie
- Petroglyphs: prose poems (1996)
- Terra Nullius, an eco poem (2015)
- Terra Firma, Odes IV-VI (2015)
- Terra Filius odes VII-IX (2017)
- Terra Incognita odes X (2017)

### Saggistica
- The Mountain Men (1982)
- The River People (1983)
- Starlight's Trail : Harry Redford's Epic Journey Down the Cooper (1985)
- Sacred Places in Australia (1991)
- The Element of the Aborigine Tradition (1992)
- Messengers of the Gods: Tribal Elders Reveal the Ancient Wisdom of the Earth (1993)
- Myths of the Dreaming: Interpreting Aboriginal Legends (1994)
- Two Men Dreaming: A Memoir, A Journey (1995)
- Mysteries of the Dreaming : the spiritual life of Australian Aborigines (2001)
- Journey to the Inner Mountain: In the Desert with St. Antony (2001)
- Francis: a Saint's Way (2002)
- Desert Father (2006)
- Fleeing Herod: through Egypt with the Holy Family (2013)
- Hamlet's Ghost. Vespasiano Gonzaga and His Ideal City, vita di Vespasiano Gonzaga (2015)